# László Kiss (actor, 1919–1968)
László (Laci) Kiss (n. 13 mai 1919, Sighișoara, Mureș, România – d. 14 ianuarie 1968, Târgu Mureș, România) a fost un actor, poet, prozator și dramaturg român de etnie maghiară. A lucrat inițial ca ziarist și a scris poezii, iar după cel de-al Doilea Război Mondial a devenit actor la Teatrul Secuiesc din Târgu Mureș, făcând parte din trupa acestui teatru până la sfârșitul vieții.

## Biografie
S-a născut la 13 mai 1919 în orașul Sighișoara din Transilvania, ca fiu al soților Gábor Kiss și Róza Pallós. Tatăl său a fost arhivarul comitatului Târnava-Mică. László Kiss a urmat liceul la Mediaș, obținând diploma de bacalaureat la Târgu Mureș în 1937. A lucrat ca funcționar la Oradea și apoi, după absolvirea Școlii de Jurnalism, a fost redactor la cotidienele Brassói Lapok⁠(hu)[traduceți] (Brașov, 1937-1938) și Keleti Újság⁠(hu)[traduceți] (Cluj, 1937-1940), la agenția de știri MTI (Budapesta, 1942-1943) și la ziarul Szabad Szó (Târgu Mureș, 1944-1945). Articolele sale prezentau viața grea a oamenilor simpli de pe teritoriul Transilvaniei. Kiss vorbea și citea fluent din limbile română, germană, franceză și italiană.
A început să scrie poezii încă din tinerețe, mânat, potrivit propriei mărturii, de un spirit revoluționar, și la vârsta de 20 de ani a publicat cartea de poezii Önmagam ellen (Târgu Mureș, 1939), care a avut parte de o recenzie călduroasă din partea poetului și ziaristului Jenő Kovács Katona. A publicat ulterior un volum de nuvele intitulat Jó reggelt! (1956) și a devenit membru al Uniunii Scriitorilor din Republica Populară Română.
Talentul său actoricesc a fost remarcat de regizorul Miklós Tompa, care l-a angajat la 1 septembrie 1947 ca actor la Teatrul Secuiesc din Târgu Mureș (în maghiară Székely Színház), ce fusese recent înființat. László Kiss a debutat pe scenă în anul 1947 în rolul regelui Andrei al II-lea al Ungariei din spectacolul Bánk bán după József Katona și a făcut parte din colectivul Teatrului Secuiesc până la sfârșitul vieții. Potrivit actriței Duci Szabó, László Kiss era un om foarte politicos și, de aceea, era iubit de toată lumea, inclusiv de András Csorba și László Tarr, care nu erau prietenoși.
A fost un actor cu un fizic robust, care a contrastat adesea cu personajele sensibile și pline de empatie pe care le-a interpretat. A obținut cele mai mari succese scenice atunci când a interpretat personaje populare, pentru care s-a pregătit extrem de atent prin analiza textului original (în cazul textelor traduse) pentru înțelegerea situației, prin studierea replicilor și comportamentului scenic și prin observarea obiceiurilor și vorbirii specifice. Printre rolurile interpretate în cursul carierei sale pot fi menționate Lennie din Șoareci și oameni de John Steinbeck, Szíplégény din Chef boieresc de Zsigmond Móricz, Szemere Bertalan din Făclia de Gyula Illyés, Pampon din D-ale carnavalului de I.L. Caragiale, Bryant din Rădăcini de Arnold Wesker, Mitrici din Puterea întunericului de Lev Tolstoi și regele Andrei al II-lea al Ungariei din Banul Bánk de József Katona. A jucat, de asemenea, în filmele românești Pădurea spînzuraților (1965) și Castelanii (1967).
În afara activității sale actoricești, László Kiss s-a remarcat și ca dramaturg. A scris două piese de teatru: Vihar a havason (Furtună în munți, 1952), împreună cu Dezső Kováts, și Kutyavásár (1974). Furtună în munți, care evocă lupta comună a muncitorilor forestieri români și maghiari din zona Mureșului, a fost prezentată pentru prima oară în 1952 pe scena Teatrului Secuiesc din Târgu Mureș și a fost distinsă cu Premiul de Stat al Republicii Populare Române. Comedia în versuri Kutyavásár, care nu fusese publicată, a fost reprezentată, acompaniată cu muzica lui Mátyás Kozma, pe scena Teatrului Maghiar de Stat „Csiky Gergely” din Timișoara pe 25 noiembrie 1974, la mult timp după moartea autorului. László Kiss a fost pasionat și de artele plastice, realizând picturi, caricaturi și obiecte ceramice. Locuia împreună cu mama sa în condiții modeste pe Strada Berăriei și avea acolo un cuptor uriaș de lut, în care crea multe sculpturi, fiind interesat mai mult de artă decât de aspectele materiale ale vieții.
A murit în 14 ianuarie 1968 (sau, după altă sursă, la 7 ianuarie 1968) la Târgu Mureș, la vârsta de 48 de ani, în urma unui infarct suferit în culise, în timpul repetițiilor pentru spectacolul Platonov (Platonov szerelmei) după Anton Cehov, în care interpreta rolul colonelului Trilețki. Spectacolul, regizat de György Harag, a avut premiera pe 11 ianuarie 1968.

## Scrieri
- Önmagam ellen: Versek (poezii, Szilágyi Nyomda kiadása, Târgu Mureș, 1939), 48 p.;
- Vihar a havason (piesă în trei acte, coautor Dezső Kováts, 1953; tradusă în română ca Furtună în munți de Alexandru Kirițescu și Aurel Bontaș, 1954);
- Jó reggelt! (nuvele, Târgu Mureș, 1956);
- Alexander Tietz, Az aranyhajú lovas. Bánáthegyi mesék (prelucrare din germană de László Kiss a poveștilor din cartea Das Zauberbründl. Märchen aus den Banater Bergen a lui Alexander Tietz, Ifjúsági Könyvkiadó [Editura Tineretului], București, 1967);
- Kutyavásár (comedie în versuri, nepublicată, dar reprezentată în premieră în 1974).

## Roluri în piese de teatru
- Vannak még hibák (spectacol de varietăți, 1954) — Simon
- Andi Andrieș: Grădina cu trandafiri — Sava
- Aleksei Arbuzov: Poveste din Irkutsk — Serdiuk
- Aurel Baranga: Arcul de triumf — muncitorul Oprișan
- Aurel Baranga: Sfântul Mitică Blajinul — Mitică Blajinu
- A. Borozina – A. Davidson: Student în anul III — Andrei Kudakov, student la Colegiul Electrotehnic
- Sándor Bródy: Învățătoarea — cantorul
- Iuri Buriakovski: Mesaj pentru supraviețuitori — Adolf Kolinski, gardian ceh la închisoarea Pankrác a Gestapo-ului
- I.L. Caragiale: D-ale carnavalului — Iancu Pampon
- I.L. Caragiale: O scrisoare pierdută — Ghiță Pristanda, polițist
- Anton Cehov: Jubileul — membru al consiliului
- Anton Cehov: Livada de vișini — Grigori Stepanovici Smirnov, latifundiar
- Anton Cehov: Platonov — colonelul Trilețki
- Anton Cehov: Ursul — Grigori Stepanovici Smirnov
- Gergely Csiky: Baloane de săpun — Gombos, avocat
- Gergely Csiky: Paraziții — administratorul
- Mihail Davidoglu: Cetatea de foc — directorul fabricii / Aron Gherghei, topitor șef
- Mihail Davidoglu: Minerii — Anton Nastai, miner, șef de grupă
- Lucia Demetrius: Oameni de azi — Trandafir, chiabur
- Paul Everac: Ștafeta nevăzută — Orzea
- Ivan Franko: Fericirea furată — Mihailo Gurman, jandarm
- Géza Gárdonyi: Vinul — Mihály Pákozdi
- Sándor Gergely: Viteji și eroi — comandantul închisorii
- Nikolai Gogol: Revizorul — Osip, servitorul lui Hlestakov
- Boris Gorbatov: Tinerețea părinților — Bariba
- Maxim Gorki: Azilul de noapte — Vaska Pepel
- James Gow – Arnaud D'Usseau: Rădăcini adânci — Surkin, șerif
- Aleksandr Griboedov: Prea multă minte strică — colonelul Serghei Sergheevici Skalozub
- Arkadi Grigulis: Argilă și porțelan — David Hanimaliet, organizator
- Kipphardt Heimar: Se caută urgent un Shakespeare — Rehorst
- Jenő Heltai: Cavalerul mut — Marzio Galleotto, cronicarul regelui
- Herman Heijermans: Bună speranță — Károly, fiul
- Ágoston Horváth: Varga Katalin — Dumitru
- Jenő Huszka: Gül-Baba — Ali Basa Kucsuk
- Gyula Illyés: Făclia — Szemere Bertalan
- Peter Karvaš: Liturghia de la miezul nopții — bătrânul Bálint Kubis
- József Katona: Banul Bánk — Andrei al II-lea, regele Ungariei
- László Kiss – Dezső Kováts: Furtună în munți — Tódor / Zakár, tăietor de lemne
- István Komzsik – György Csávossy: Urechea — Gyula Korsós
- Károly Kós: Budai Nagy Antal — Budai Nagy János
- Boris Lavreniov: Ruptura — Artiom Godun
- Boris Lavreniov: Vocea Americii — O'Leary
- Horia Lovinescu: Febre — Simion
- Horia Lovinescu: Petru Rareș — pietrar / soldatul nr. II
- József Méliusz: Nu e așa de simplu — Barta Kálmán
- Serghei Mihalkov: Cravata roșie — profesorul Kociubei
- Kálmán Mikszáth: Căsătorie ciudată — István Fáy
- Zsigmond Móricz: Chef boieresc — Szíplégény, țăran din Csugar
- Zsigmond Móricz: Notarul Sári — cumnatul Hajdók
- Branislav Nušić: Doamna ministru — Riszta
- Evgheni Petrovici] (Petrov): Insula păcii — Mister James Jacobs, amiral
- Leonid Rahmanov: Bătrânețe zbuciumată — Mihail Makarovici Bocearov, student
- Reginald Rose: 12 oameni furioși — juratul nr. 6
- Edmond Rostand: Cyrano de Bergerac — gardă de corp
- Mihail Sebastian: Steaua fără nume
- William Shakespeare: Îmblânzirea scorpiei — Vincentio, tatăl lui Lucentio
- Konstantin Simonov: Chestiunea rusă — Hardy
- Konstantin Simonov: Un flăcău din orașul nostru — Sevastianov
- John Steinbeck: Șoareci și oameni — Lennie
- András Sütő: Aripă de rândunică — Marci Hamar
- Lajos Szabó: Refugiul — Márton Kiss
- Ede Szigligeti: A csikós — notarul
- Albert Szirmai, Tamás Ernőd: Turta dulce — căpitanul Mordison
- Constantin Teodoru: Partea leului — maestrul Dima
- Lev Tolstoi: Puterea întunericului — Mitrici
- Konstantin Treniov: Liceenii — Artiuhov
- Ernő Urbán: Tűzkeresztség — Ignác Ható
- Vsevolod Vișnevski: Tragedia optimistă — cangrenatul
- Tiberiu Vornic – Ioana Postelnicu: Împărăția lui Machidon — Eftimie
- Arnold Wesker: Rădăcini — Bryant
- Tennessee Williams: Un tramvai numit dorință — Pablo
- Friedrich Wolf: Profesorul Mamlock — Simon
- Lajos Zilahy: A szűz és a gödölye — Perdy

## Filmografie
- Pădurea spînzuraților (1965) — groparul maghiar Vidor
- Castelanii (1967)